# Licantén Airport
Licantén Airport är en flygplats i Chile.   Den ligger i provinsen Provincia de Curicó och regionen Región del Maule, i den södra delen av landet, 210 km sydväst om huvudstaden Santiago de Chile. Licantén Airport ligger 14 meter över havet.
Terrängen runt Licantén Airport är huvudsakligen lite kuperad. Licantén Airport ligger nere i en dal. Runt Licantén Airport är det glesbefolkat, med 13 invånare per kvadratkilometer..
I omgivningarna runt Licantén Airport växer i huvudsak städsegrön lövskog.